# Ce soir je t'attendais
"Ce soir je t'attendais" (tradução portuguesa: "Esta noite espero por ti") foi a canção que representou o Luxemburgo no Festival Eurovisão da Canção 1966 que teve lugar no Luxemburgo.
Foi interpretada em francês pela cantora francesa Michèle Torr. Foi a quarta canção a ser interpretada na noite do festival, a seguir à canção belga "Un peu de poivre, un peu de sel", cantada por Tonia e antes da canção jugoslava "Brez besed", cantada por Berta Ambrož. Terminou a competição em 10.º lugar (entre 17 países participantes), tendo recebido um total de 7 pontos.
No ano seguinte, o Luxemburgo fez-se representar com a canção "L'amour est bleu", interpretada por Vicky. Michèle Torr voltaria a participar no Festival Eurovisão da Canção 1977 desta vez pelo Mónaco com a canção "Une petite française".

## Autores
- Letrista: Jacques Chaumelle;
- Música:  Bernard Kesslair
- Orquestração: Jean Roderes

## Letra
A canção "Ce soir je t'attendais" é uma canção pop uptempo, com Torr dizendo ao seu amante sobre os sentimentos dela em relação a um encontro que ela ia ter com ele em sua casa naquela noite. Ela canta que tinha planeado/planejado um encontro romântico, mas também do modo como eles se tinham separado de um encontro anterior.

## Versões
Torr gravou esta canção em cinco línguas: francês, alemão (como "Er kommt heute Abend zu mir"), inglês ("Only Tears are Left for Me"), castelhano ("Te esperaba)", e italiano ("Stasera ti aspettavo").